# Aldonza Ruiz de Ivorra
Aldonza Roig de Iborra (n. Cervera, Lérida 1454-Zaragoza, 4 de abril de 1513), fue una noble amante del rey Fernando el Católico, y madre de un hijo  natural: Alonso de Aragón.

## Biografía
Nacida en Cervera, capital de la comarca de Segarra en 1454 y fallecida el 4 de abril de 1513, era hija de Pedro Roig i Alemany, (a quien algunos señalan erróneamente como conde o vizconde de Evol) y de Aldonza de Ivorra. 
Fue amante del rey Fernando II de Aragón el Católico antes de su matrimonio con la entonces princesa Isabel I de Castilla con quien tuvo a Alonso de Aragón (ca. 1469-1520), prelado español, abad del monasterio de Montearagón desde 1492 a 1520, arzobispo de Zaragoza, arzobispo de Valencia y virrey de Aragón, el único hijo varón sobreviviente de Fernando, así como su único varón extraconyugal. Alonso, a pesar de su condición eclesiástica, tendría numerosos hijos, de los que descienden numerosas familias de la nobleza española.
De Aldonza, se dice, que fue mujer de gran belleza que acostumbraba a acompañar en público al príncipe Fernando vestida de hombre.

## Matrimonio
Posteriormente, casó con Francisco Galcerán Castro y de Pinós y de Só y Carroç d’Arborea, VII vizconde de Ebol y de Canet, Barón de Pinós y de Mataplana, con quien tuvo a:
- Francisco Galcerán de Castro Pinós y Roig o Francisco de Castro de So y de Pinos, VIII vizconde de Ebol y de Canet, Alquerforadat y otros lugares, enlazó con su pariente Leonor de Castro.

- Juan Jordán de Castro Pinós y Roig, prelado español, abad de san Pedro de Roda y obispo de Agrigento, gobernador del Castillo Sant'Angelo. Creado cardenal de la iglesia católica el 19 de febrero de 1496, por el papa Alejandro VI.

## Antepasada de casas reales europeas y nobleza española
Es la ascendiente de casi todas las casas reales europeas, igualmente lo es de una parte de la aristocracia española, destacándose de entre ellos a su bisnieto san Francisco de Borja, IV duque de Gandía, I Marqués de Lombay, virrey de Cataluña y III General de la Compañía de Jesús, patrono de dicha nobleza hispana.